# Doce de Mãe
Doce de Mãe è una miniserie televisiva brasiliana in 14 episodi prodotta da TV Globo, che l'ha mandata in onda per la prima volta nel 2014.
La miniserie si è aggiudicata l'Emmy; l'interprete principale Fernanda Montenegro è stata candidata allo stesso premio nella categoria delle migliori attrici protagoniste. 

## Trama
Picucha è una vedova ottantacinquenne con quattro figli: Silvio, Elaine, Fernando e Suzana. Esuberante e imprevedibile, crea spesso scompiglio a causa dell'età avanzata, tuttavia è ancora capace di impartire grandi insegnamenti di vita. L'anziana va in crisi dopo aver ipotizzato che suo marito Fortunato abbia generato segretamente una figlia con un'altra donna. A insospettire Picucha è una scoperta inattesa: Fortunato pagava di nascosto le tasse universitarie di Rosalinda, figlia della loro ex colf. Prende allora a indagare per conto suo, finendo però per danneggiare la vita di suo figlio Silvio, che tra l'altro perderà il lavoro. Dopo aver rimediato, Picucha, non volendo più causare problemi, si trasferisce in una casa di riposo, dove rimane per qualche tempo portandovi tutta la sua vivacità finché, spinta dalla nostalgia, deciderà di ritornare a vivere presso la sua famiglia. Alla fine si scopre la verità sulla nascita di Rosalinda, che tra l'altro riuscirà a stabilire un buon rapporto con Picucha.